# Bas-Artois
Le Bas Pays de Béthune, ou Bas-Artois, aussi appelé Bas Pays d'Artois, est une région naturelle du Pas-de-Calais, qui s'étale au nord de Béthune.

## Géographie
Le paysage du Bas-Artois est fait de plateaux ondulés, faiblement creusés par les cours d'eau, à la différence du Haut-Artois où l'incision fluviale des plateaux est très marquée. C'est une région marquée historiquement par des échanges commerciaux importants :  s'y trouvent des points d'aboutissement des réseaux de cours d'eau, de rivières et de canaux qui sillonnent des régions telles que la Flandre, l'Artois, le Limbourg, le Hainaut occidental. À l'intérieur des terres, Saint-Omer, point de départ de la navigabilité sur l'Aa, et Aire-sur-la-Lys en ont été des centres d'activité significatifs,.